# Намбарин Енхбајар
Намбарин Енхбајар (монг. Намбарын Энхбаяр; Улан Батор, 1. јун 1958) монголски је политичар, премијер Монголије од 2000. године до 2004. године и председник од 2005. године до 2009. године.

## Биографија
Рођен је 1958. године у Улан Батору. Након завршетка средње школе 1975. године, даље школовање наставио је на Московском литерарном институту. Након стицања дипломе 1980. године, кратко је време студирао и на Универзитету у Лидсу, Енглеска 1985—1986. Вратио се у Монголију пред почетак економско-политичких промена у периоду 1988—1991. године.
Укључио се у политику 1990. године, а од 1992. године је био изабран за посланика Монголске народне револуционарне партије (МНРП) у Великом хуралу. Такође је био и министар културе у влади. Те је функције вршио до 1996. године, када је МНРП изгубила власт на изборима од Националне демократске странке (НДС). Следеће је године био изабран за председника МНРП, функција коју је обављао до 2005. године.

### Премијер
НДС је због лоше политике изгубила изборе 2000, што је означило повратак МНРП на власт, која је освојила 72 од 76 посланичких места. Енхбајар је у том мандату био премијер Монголије. Током његовог мандата МНРП је постала чланицом Социјалистичке интернационале, а Монголија је доживела значајан привредни раст.

### Председник
Након поновног преласка МНРП у опозицију 2004, Енхбајар је учествовао на председничким изборима 2005. и освојио мандат. Његов председнички мандат обележила је посета америчког председника Џорџа Буша Млађег 2005, руско опраштање 97% монголског дуга тој земљи и велике демонстрације грађана против превара на парламентарним изборима 2008. године. На председничким изборима 2009, Енхбајара је за 3% више гласова победио Цахијагин Елбегдорџ.

### Оснивање нове МНРП
Године 2010, Монголска народна партија је избацила из имена додатак револуционарна. Због идеолошких неслагања око новог курса партије, Енхбајар је почетком 2011. основао нову, Монголску народну револуционарну партију.

### Робија
Дана 13. априла 2012. године, ухапсио га је Независни одбор против корупције. Неко време је био у затвору без отпочињања судског процеса, због чега је покренуо штрајк глађу. Подршку му је упутила и његова Монголска народна револуционарна партија, те велик број демонстраната који су захтевали његово ослобађање. Убрзо је реаговао и Амнести интернашонал, који је осудио његово хапшење и оптужио монголске власти за кршење људских права. Дана 2. августа 2012. био је осуђен на 4 године затвора, али је та казна касније смањена на две и по. Постоје сумње како су власти извршиле овај потез како би спречиле бившег председника да поновно учествује на изборима и победи, али и зато што је изашао из МНП и основао супарничку МНРП.
Ожењен је и има четворо деце.